# Robbie Jarvis
Robbie Stephen Jarvis (Somerset, Inglaterra, Reino Unido, 7 de mayo de 1986) es un actor británico. Interpretó al joven James Potter en la película Harry Potter y la Orden del Fénix.

## Vida personal
Jarvis estudió en el Littlehampton Community School.
Mantuvo una relación con la también actriz de Harry Potter, Evanna Lynch, desde 2013 a 2016.

## Filmografía y créditos televisivos
Películas y Series
| Año  | Título                            | Papel                 | Notas                        |
| ---- | --------------------------------- | --------------------- | ---------------------------- |
| 2006 | Genie in the House                | Billy                 | Serie de Tv, 1 episodio      |
| 2007 | Waking the Dead                   | joven Chris Lennon    | Serie de Tv, 2 episodios     |
| 2007 | Harry Potter y la Orden del Fénix | joven James Potter    | Papel Secundario             |
| 2008 | Trial & Retribution               | joven Mark            | Serie de Tv, 2 episodios     |
| 2008 | The Space You Leave               | Rupert                | Papel Principal              |
| 2009 | Coming Back                       | Steve                 | Papel Principal              |
| 2010 | Banged Up Abroad                  | Billy Hayes           | Serie documental, 1 episodio |
| 2012 | Full Firearms                     | Boy on Beach - King 1 | Papel Secundario             |
| 2012 | Upstairs Downstairs               | Jack Kennedy          | Serie de Tv, 1 episodio      |
| 2013 | All Is by My Side                 | Andrew Loog Oldham    | Papel Principal              |